# The Prom (musical)
The Prom es un musical que hecha por el compositor Matthew Sklar, con letra de Chad Beguelin y libreto de Bob Martin y el mismo Beguelin, basado en una idea originalmente de Jack Viertel. La historia sigue a cuatro actores de Broadway que lamentan sus días de fama, mientras viajan a la conservadora ciudad de Edgewater, Indiana, para ayudar a una estudiante lesbiana que ha sido prohibida de llevar a su novia al baile de graduación de la escuela secundaria.
El musical tuvo una función de prueba en el Alliance Theatre en Atlanta, Georgia, durante el año 2016 y se estrenó en Broadway en el Teatro Longacre en octubre de 2018. El musical fue adaptado para una versión en español, que fue estrenado en la Ciudad de México en el Teatro 1 del Centro Cultural Telmex.
Una adaptación cinematográfica, producida y dirigida por Ryan Murphy, fue lanzada en Netflix el 11 de diciembre de 2020. Por otro lado, la editorial Penguin Random House Grupo Editorial publicó una versión novelada de la obra, destinada a un público juvenil adolescente, que fue lanzada primeramente en inglés en septiembre de 2019, y traducida luego a varios idiomas.
En España este musical ha tenido cierta trayectoria. En 2024, una compañía española realizó el musical con Alicia Diéguez como Emma y bajo la dirección de Javier Quiñones e Irene Rivera. En 2025, el grupo de teatro musical Amorevo, estrenó una edición escolar del musical Prom en el Teatro Salesianos San Miguel Arcángel..  En ambos casos, las letras y diálogos estaban en español.  